# Статистична сума
Статисти́чна су́ма — функція параметрів статистичного ансамблю, яка несе в собі повну інформацію про термодинамічну систему.
Позначається здебільшого літерою Z і є безрозмірною величиною.

## Визначення

### Квантова статистика
Якщо фізична система, яка складається з N часток, характеризується набором мікроскопічних станів {\displaystyle \{|n\rangle \}} з енергіями {\displaystyle E_{n}}, то статистична сума визначається формулою
{\displaystyle Z(N,V,T)=\sum _{n}e^{-E_{n}/k_{B}T}}.
де T — температура, kB — стала Больцмана, V — об'єм.
Статистична сума залежить від температури, об'єму, числа часток і, в загальному випадку інших екстенсивних параметрів фізичної системи, наприклад, напруженості електричного поля, якщо система знаходиться у зовнішньому полі.

### Класична статистика
У класичній механіці мікроскопічний стан системи задається неперервними величинами — координатами {\displaystyle q_{i}} та імпульсами
{\displaystyle p_{i}} часток. У цьому випадку підсумовування заміняється інтегралом. Безрозмірність статистичної суми досягається діленням
на {\displaystyle 2\pi \hbar } для кожного ступеня вільності.
{\displaystyle Z={\frac {1}{N!}}{\frac {1}{(2\pi \hbar )^{s}}}\int e^{-H(q_{i},p_{i})/k_{B}T}dq_{i}dp_{i}},
де s — число ступенів вільності, {\displaystyle H(q_{i},p_{i})} — функція Гамільтона, тобто енергія системи, виражена через узагальнені координати. Інтегрування проводиться по всьому фазовому просторі.
Множник {\displaystyle 1/N!} з'являється завдяки принципу нерозрізнюваності часток, дозволяючи уникнути
парадоксу Гібса.

## Вільна енергія Гельмгольца
Вільна енергія Гельмгольца визначається через статистичну суму за формулою
{\displaystyle F(N,V,T)=-k_{B}T{\text{ln}}\,Z}.
Оскільки всі параметри термодинамічної системи можна визначити через похідні від вільної енергії, то знання статистичної суми повністю
визначає термодинамічний стан.
Ймовірність реалізації мікроскопічного стану {\displaystyle |n\rangle } задається розподілом Гібса
{\displaystyle w_{n}={\frac {1}{Z}}e^{-E_{n}/k_{B}T}}.

## Статистична сума при змінному числі часток
Термодинамічні системи, які можуть обмінюватися частками із середовищем, у статистичній фізиці описуються
великим канонічним ансамблем. Для нього статистична сума залежить від ще однієї змінної — хімічного потенціалу.
{\displaystyle Z(V,T,\mu )=\sum _{N}\sum _{n}e^{-(E_{n}-\mu N)/k_{B}T}}.
У класичній фізиці
{\displaystyle Z(V,T,\mu )=\sum _{N}{\frac {1}{N!}}{\frac {1}{(2\pi \hbar )^{s}}}\int e^{-(H(q_{i},p_{i})-\mu N)/k_{B}T}dq_{i}dp_{i}}.
Визначена таким чином функція отримала назву велика статистична сума.